# Novi Sip
Novi Sip (izvirno srbsko Нови Сип) je naselje v Srbiji, ki upravno spada pod Občino Kladovo; slednja pa je del Borskega upravnega okraja.

## Demografija
V naselju, katerega izvirno (srbsko-cirilično) ime je Нови Сип, živi 755 polnoletnih prebivalcev, pri čemer je njihova povprečna starost 42,3 let (42,5 pri moških in 42,1 pri ženskah). Naselje ima 320 gospodinjstev, pri čemer je povprečno število članov na gospodinjstvo 2,84.
To naselje je, glede na rezultate popisa iz leta 2002, večinoma srbsko.
|  |

| Demografija | Demografija     | Demografija     |
| Leto        | Št. prebivalcev | Št. prebivalcev |
| ----------- | --------------- | --------------- |
|             |                 |                 |
|             |                 |                 |
|             |                 |                 |
|             |                 |                 |
| 1948        | 682             |                 |
| 1953        | 746             |                 |
| 1961        | 625             |                 |
| 1971        | 1646            |                 |
| 1981        | 956             |                 |
| 1991        | 812             | 806             |
| 2002        | 930             | 909             |
|             |                 |                 |

| Etnična sestava po popisu iz leta 2002 | Etnična sestava po popisu iz leta 2002 | Etnična sestava po popisu iz leta 2002 | Etnična sestava po popisu iz leta 2002 | Etnična sestava po popisu iz leta 2002 |
| -------------------------------------- | -------------------------------------- | -------------------------------------- | -------------------------------------- | -------------------------------------- |
| Srbi                                   | Srbi                                   |                                        | 880                                    | 96,80%                                 |
| Romuni                                 | Romuni                                 |                                        | 6                                      | 0,66%                                  |
| Hrvati                                 | Hrvati                                 |                                        | 5                                      | 0,55%                                  |
| Vlahi                                  | Vlahi                                  |                                        | 5                                      | 0,55%                                  |
| Črnogorci                              | Črnogorci                              |                                        | 4                                      | 0,44%                                  |
| Madžari                                | Madžari                                |                                        | 1                                      | 0,11%                                  |
| Neznano                                | Neznano                                |                                        | 4                                      | 0,44%                                  |